# 沙耶武里

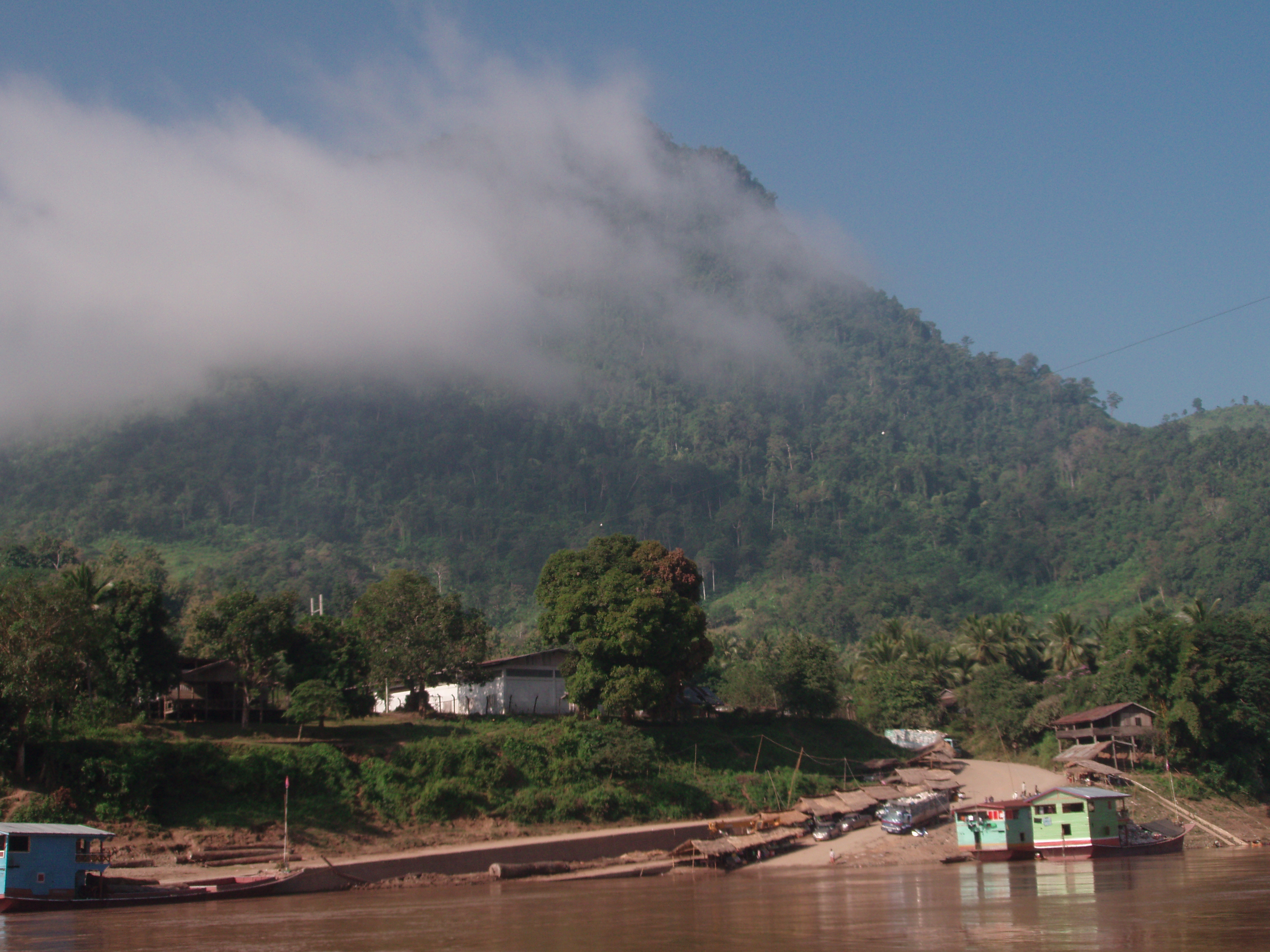

沙耶武里是老撾的城鎮，也是沙耶武里省的首府，位於該國西北部湄公河支流畔，距離琅勃拉邦80公里，毗鄰與泰國接壤的邊境，人口約16,200，居民主要信奉佛教。
19°15′N 101°45′E / 19.250°N 101.750°E